# Deflexilodes tesselatus
Deflexilodes tesselatus is een vlokreeftensoort uit de familie van de Oedicerotidae. De wetenschappelijke naam van de soort is voor het eerst geldig gepubliceerd in 1884 door Schneider.